# Satellite FC
El Satellite Football Club es un equipo de fútbol de Guinea que juega en el Campeonato Nacional de Guinea, el torneo de fútbol más importante del país.

## Historia
Fue fundado en el año 2000 en la capital Conakri y ha sido protagonista del Campeonato Nacional de Guinea a inicios del siglo XXI, donde ha sido campeón de liga en 2 ocasiones, mismas veces que ha ganado el torneo de copa y el torneo Ruski Alumni en 3 ocasiones, todos los títulos logrados en el siglo XXI.
A nivel internacional ha participado en 6 torneos continentales, donde no ha avanzado más allá de la segunda ronda.

## Palmarés
- Campeonato Nacional de Guinea: 2

2002, 2005
- Copa Nacional de Guinea: 2

2006, 2008
- Torneo Ruski Alumni: 3

2001, 2004, 2006

## Participación en competiciones de la CAF
| Temporada | Torneo                       | Ronda      | Club                    | Casa | Visita | Global  |
| --------- | ---------------------------- | ---------- | ----------------------- | ---- | ------ | ------- |
| 2002      | Copa CAF                     | 1          | Goldfields              | 2-1  | 3-4    | 5-5 (a) |
| 2002      | Copa CAF                     | 2          | Rayon Sport FC          | 2-4  | 3-2    | 5-6     |
| 2003      | Liga de Campeones de la CAF  | 1          | Enyimba FC              | 2-5  | 0-3    | 2-8     |
| 2006      | Liga de Campeones de la CAF  | Preliminar | Stade Malien            | 2-2  | 0-3    | 2-5     |
| 2007      | Copa Confederación de la CAF | Preliminar | Sport Bissau e Benfica  | -    | 3-1    | 3-12    |
| 2007      | Copa Confederación de la CAF | 1          | CS Sfaxien              | 1-3  | 0-4    | 1-7     |
| 2008      | Copa Confederación de la CAF | Preliminar | Monrovia Black Star     | 3-0  | 0-0    | 3-0     |
| 2008      | Copa Confederación de la CAF | 1          | Djoliba AC              | 0-1  | 0-2    | 0-3     |
| 2009      | Copa Confederación de la CAF | 1          | Jeunesse Club d'Abidjan | 1-2  | 1-3    | 2-5     |

1- La serie se jugó a un partido por mutuo acuerdo.

## Jugadores

### Jugadores destacados
| - Brahima Korbéogo - Oumar Cissé - Ibrahima Sory Conté - Victor Correia - Aboubacar M'Baye Camara | - Mamadou Alimou Diallo - Alsény Këïta - Karim Abdoul Sylla - Adékamni Olufadé |

## Entrenadores
- Tom Saintfiet (2002)
- Théophile Bola (2013-?)
- Alain Landeux (?-diciembre de 2020)[2]
- Ismaël Kaba (diciembre de 2020-presente)[1]